# 시티링엔

M3와 M4 계통이 표시되어 있는 코펜하겐 지하철 노선도

시티링엔(덴마크어: Cityringen)은 코펜하겐 지하철의 개통 예정인 철도 노선이다. 순환선 노선으로, M3와 M4 계통이 운행될 예정이다.

## 개요
이 계획은 2007년 6월 1일 덴마크 의회로부터 승인받았다. 2010년 11월에는 입찰자가 발표되었다. 2018년 개통될 것으로 예상되고 있다.